# Eupelops hygrophilus
Eupelops hygrophilus är en kvalsterart som först beskrevs av Knülle 1954.  Eupelops hygrophilus ingår i släktet Eupelops och familjen Phenopelopidae. Inga underarter finns listade i Catalogue of Life.